# Џон Л. Хол
Џон Луис Хол (енгл. John Lewis Hall; Денвер, 21. август 1934) је амерички физичар, који је 2005. године, заједно са Теодором Хеншом, добио Нобелову награду за физику „за допринос развоју прецизне спекторскопије базиране на ласеру, укључујући и технику оптичког фреквентног чешља”.